# Färöarnas regioner

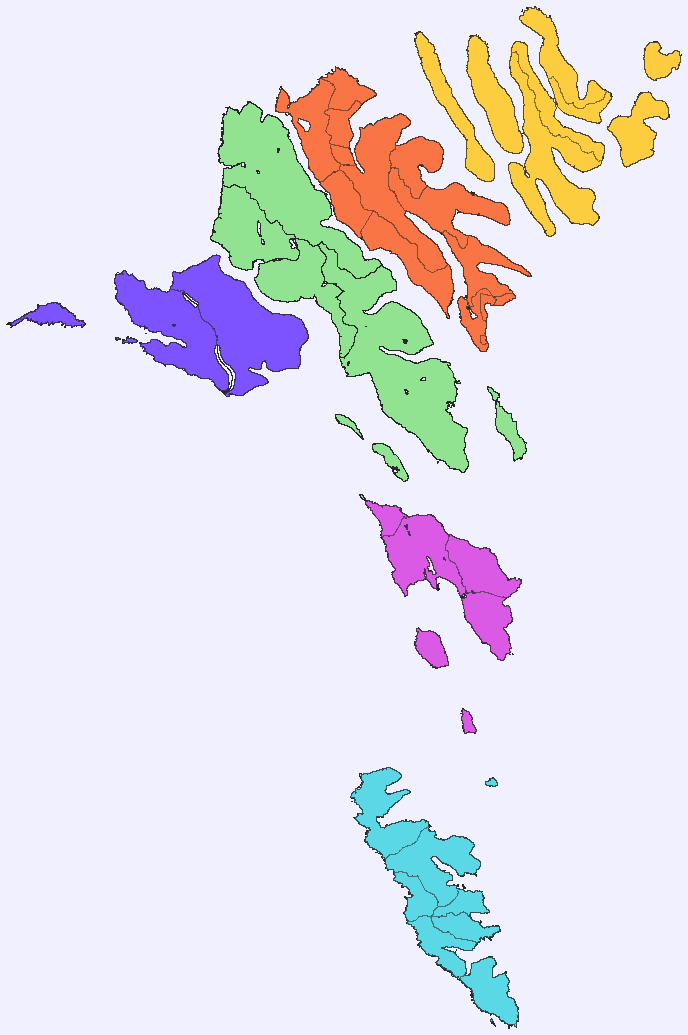
Färöarnas regioner

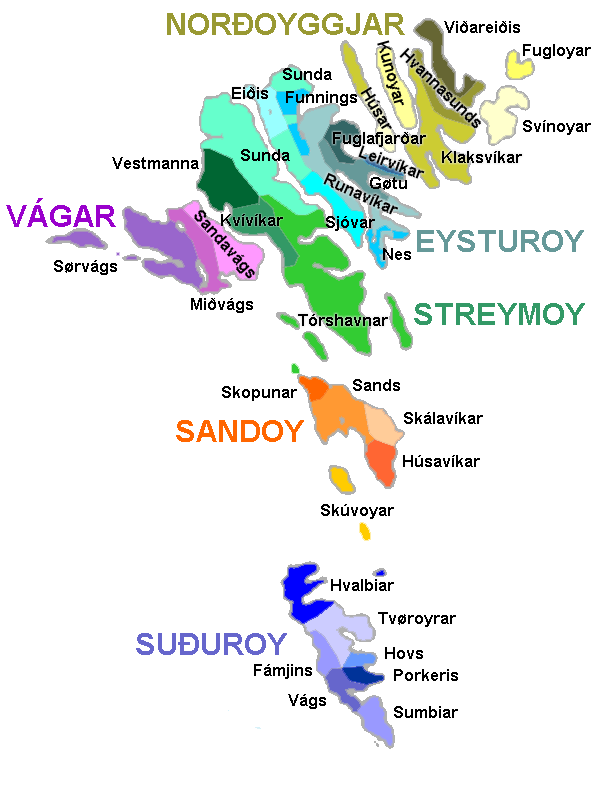
Färöarnas regioner med kommuner

Färöarnas regioner (sýsla, sýslur, svenska syssel, fornnordiska sýsl) har använts som 
 administrativ indelning sedan lång tid och bygger på de historiska områdena på Färöarna. Varje syssel styrdes traditionellt av en Sýslumaður (sysselmannen) och ett Várting (Vårting).
Under den danska reformationen år 1536 avskaffades den danska sysselindelningen helt medan de kvarstår på Färöarna.
Före 1957 utgjorde regionerna även landets valkretsar innan man ändrade valkretsarnas gränser för att öka balansen vid val.
Numera används uppdelningen för regional statistik.

## Regionfakta
| landsvæði           | (svenska)        | Huvudort     | Befolkning (2013) | Areal i km² | Befolkning/km² | Kod   |
| ------------------- | ---------------- | ------------ | ----------------- | ----------- | -------------- | ----- |
| 1. Eysturoya sýsla  | Österö syssel    | Fuglafjørður | 11 000            | 286         | 38,46          | FO-OS |
| 2. Sandoyar sýsla   | Sandö syssel     | Sandur       | 1 500             | 125         | 12,00          | FO-SA |
| 3. Streymoyar sýsla | Strömö syssel    | Tórshavn     | 22 500            | 392         | 57,39          | FO-ST |
| 4. Suðuroyar sýsla  | Sydö syssel      | Tvøroyri     | 5 000             | 167         | 29,94          | FO-SU |
| 5. Norðoyar sýsla   | Nordöarna syssel | Klaksvík     | 6 000             | 241         | 24,89          | FO-NO |
| 6. Vága sýsla       | Vågö syssel      | Miðvágur     | 3 000             | 188         | 15,95          | FO-VG |
| Totalt              |                  | Tórshavn     | 48 500            | 1 396       | 34,64          |       |